# بت (فیلم ۱۳۵۵)
بت فیلمی به کارگردانی ایرج قادری، نویسندگی سعید مطلبی و تهیه‌کنندگی علی عباسی محصول سال ۱۳۵۵ است.
این فیلم در ۳۱ شهریور ۱۳۵۵ در سینماهای ایران اکران شده‌است.

## خلاصه فیلم
صادق و نعیم محموله‌ای قاچاق را به یاور تحویل می‌دهند و از چنگ ژاندارم‌ها می‌گریزند. دختر جوانی برای رساندن پدر بیمارش از آن دو کمک می‌خواهد و نعیم که قصد اغفال دختر را دارد، به دست صادق از پا درمی‌آید. مادر نعیم خواهان مجازات صادق است و دختر جوان را وامی‌دارد که علیه صادق شهادت بدهد. صادق به حبس محکوم می‌شود و از گروهبان پاسگاه تقاضا می‌کند که فرزندش غلام را که با مادر پیرش زندگی می‌کند، برای بار آخر ببیند. دوازده سال بعد، صادق آزاد می‌شود و تصمیم دارد با فرزندش غلام از آن شهر برود اما فرزندش را پیدا نمی‌کند.

## بازیگران
- بهروز وثوقی
- ناصر ملک‌مطیعی
- امین امینی
- پروین سلیمانی
- حسین ملکی
- علی اکبر مهدوی‌فر

## نمایش فیلم
فیلم بت برای بار نخست در تاریخ سه‌شنبه ۳۰ شهریور سال ۱۳۵۵ در ۱۲ سینما در تهران و شهرستانها به نمایش درآمد  . این فیلم جایگزین فیلم « بیدار در شهر» (ایرج قادری) شد.
سینماهای نمایش‌دهنده فیلم در تهران گروه سینمایی آسیا شامل ۱۲ سینمای آسیا، رکس، شهوند، لیدو، نپتون، ژاله، توسکا، المپیا، پاسارگاد، ناتالی، چرخ فلک و سیلورسیتی (قلهک) بودند.
سینماهای نمایش‌دهنده در شهرستانها شامل متروپل در شیراز، ساحل در اهواز، شیرین و کیهان در آبادان، آسیا در تبریز، سپیدرود در رشت، داریوش در بابل، پارایاد در اندیمشک، خیام و امپایر در قزوین، آزیتا در خرم‌آباد، شیرین و «خورشید گل سرخ» در بندر پهلوی، چهارباغ و مهتاب در اصفهان، سیلورسیتی در کاشان، مولن‌روژ در زنجان، آریا در بروجرد، شهرفرنگ در کرمانشاه و الوند در همدان بودند.
فیلم بت، پس از سه هفته نمایش در تهران، در گروه سینمایی آسیا در تاریخ چهارشنبه ۲۱ مهر ۱۳۵۵ جای خود را به فیلم اگر برگی نریزد (جهانگیر صالحی) داد .